# 折田先生像
折田先生像（おりたせんせいぞう），是日本京都大学前身之一旧制第三高等学校首任校长折田彦市的纪念铜像。该铜像原本放置于京都大学校园内，但之后屡遭涂鸦和恶搞，并发展为京都大学的独特校园文化的图腾之一。1997年，校方撤去铜像，在基座上保留“折田先生像”文字，并开始展示各种不同的人物形象。从2005年前后开始，在每年的入学考试期间，都会定期放置新的展示物，也都被称为“折田先生像”。

## 最初的“折田先生像”
折田彦市（1849年-1920年）在第三高等学校（包括其前身）担任校长一职长达30年，也是京都帝国大学的创始委员之一。在折田校长下养成的三高的自由学风，对于后来的京都大学造成了深远的影响。

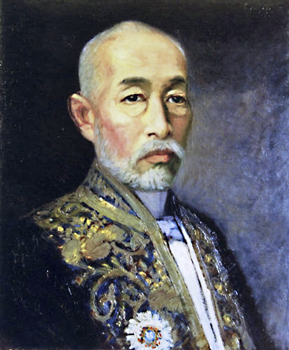
折田彦市

为了表彰折田先生的功绩，从1940年后一共制作过三次纪念像。
- 1940年（昭和15年） - 三高校友捐资铸造，设置于三高总馆前。
- 1941年（昭和16年） - 因战时金属短缺，铜像被征收，因此代之以石膏像。
- 1950年（昭和25年） - 为纪念旧制高等学校的废止，校友再次捐资制作铜像。

现存的“折田先生铜像”是1950年由辻晋堂（京都市立美术大学教授）制作的。铜像原本设置于京都大学教养部A号楼（曾经的三高主楼）前（教养部于1993年废止，变更为综合人类学部）。但是后因遭到多次涂鸦和恶搞，1997年3月校方决定将铜像和基座撤去，收藏于综合人类学部图书馆的地下书库。该铜像在13年之后的2010年10月起，在京大吉田校区本部校园南侧的三高纪念馆设置准备室公开陈列展示。

## 对铜像的涂鸦恶搞
不知从何时开始，铜像屡遭涂鸦和恶搞。由于并非偶然为之的单发事件，连续遭到涂鸦的铜像引起了校内外的广泛关注。一开始仅仅是喷漆涂色，但之后恶搞逐步升级，为铜像添加手臂、让铜像扛着自行车、给铜像整体覆盖其他物体等行为屡见不鲜。
至迟在1986年，铜像的脸部被喷成红色，基座上涂有“怒汉”的文字，这在京都大学内被戏谑为「京大怒汉」。这一涂鸦持续了很长时间，到了1990年好事者又将红色脸喷成蓝色，基座上写着「别生气啦」。至此，一连串的恶搞涂鸦开始出现。
在“别生气啦”之后，铜像又被装扮成“歌舞伎形象”。对此校方迅速进行了清除。之后恶搞者在铜像上添加了合成树脂制成的双手、或者在铜像肩上架上自行车等等。随着影响力的扩大，对折田先生像的涂鸦恶搞也逐步升级，已经演变成为一种校园文化。
- 身涂红黄色，头戴方便面碗杯的UFO假面超人（日语：UFO仮面ヤキソバン）版本[2]
- 肩扛自行车，贴有“我也要参加！！”的自行车运动部招新版本
- 头套女性内裤，写着“嚯嚯嚯”的疯狂假面版本
- 在铜像上套以硬纸板制作的摩艾石像的摩艾版本

折田彦市先生作为第三高等学校校长，为京大的创立倾尽全力，对京大的自由学风的形成作出了极大的贡献。请不要玷污这座纪念像。
综合人类学部
作为上述涂鸦恶搞的对策，1994年校方一度清除了涂鸦和恶搞的污迹，并在像旁树立了一块告示牌:「請不要玷汙這座紀念像」，要求学生停止恶作剧。
但校方的举措立即遭到了反抗，铜像旁告示牌上不久就出现了“请不要玷污这座纪念像的涂鸦文字”
。
此后又陆续出现了女仆制服装版本、超人力霸王版本、写着“父亲母亲，养育之恩感激不尽。今天我。。。嫁人了”的新娘版本等等，铜像被装扮成各种搞笑的形象。
直到1997年3月该铜像被校方撤走为止，涂鸦和恶搞都时有发生。

## 撤走铜像后的模型制作

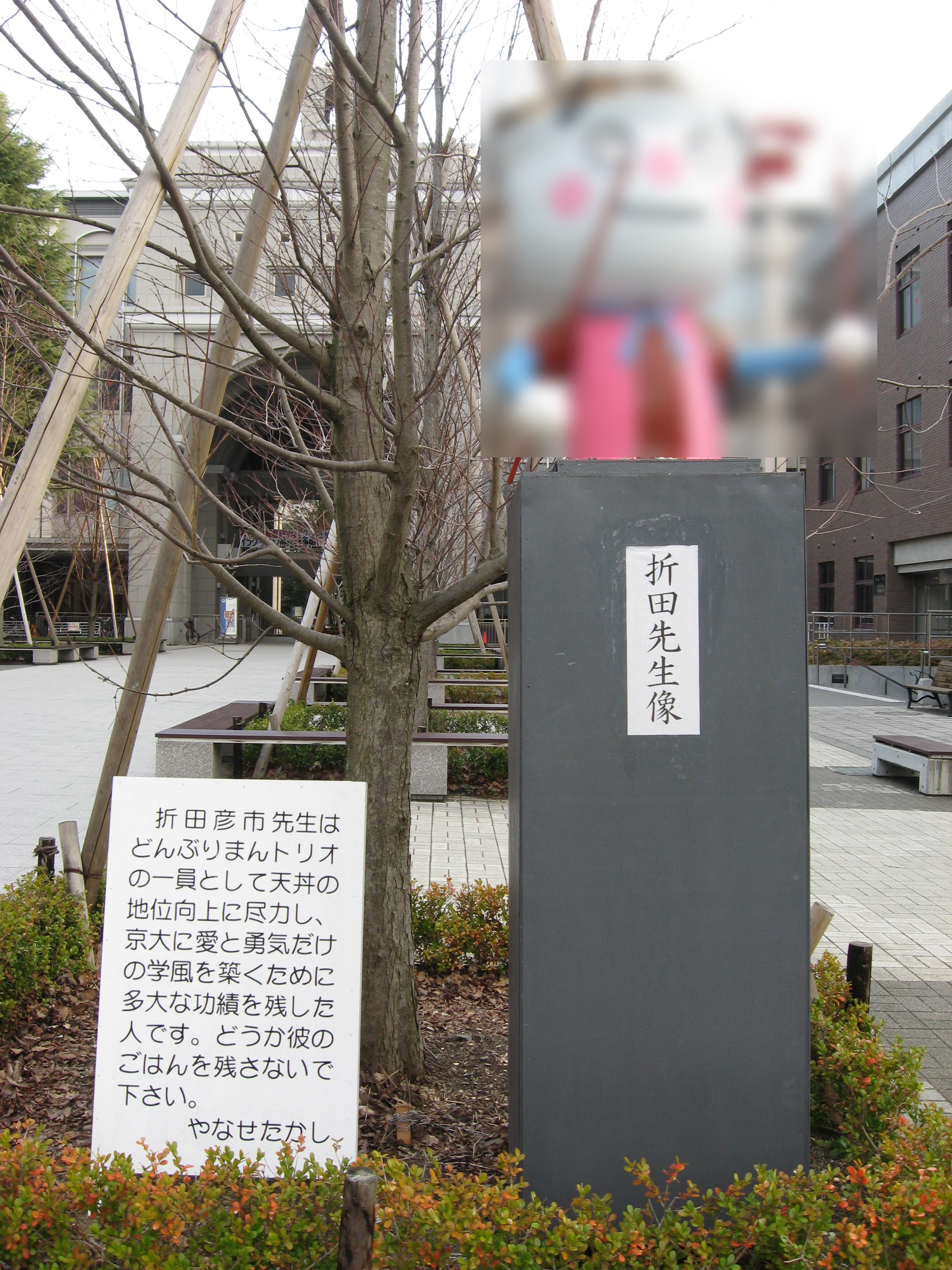
折田先生像（2008年）天妇罗饭超人版本

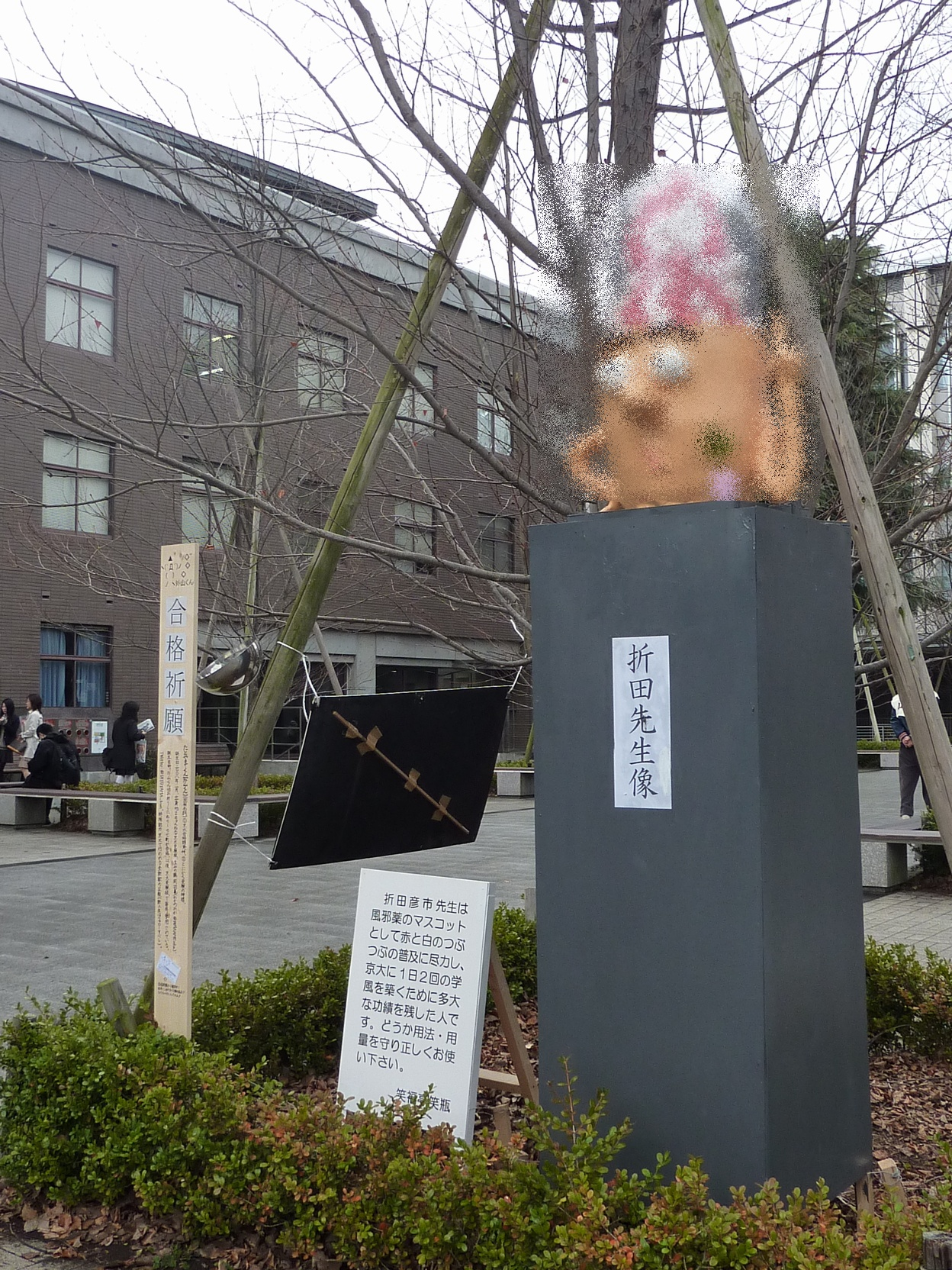
折田先生像（2011年）Mr. CONTAC版本

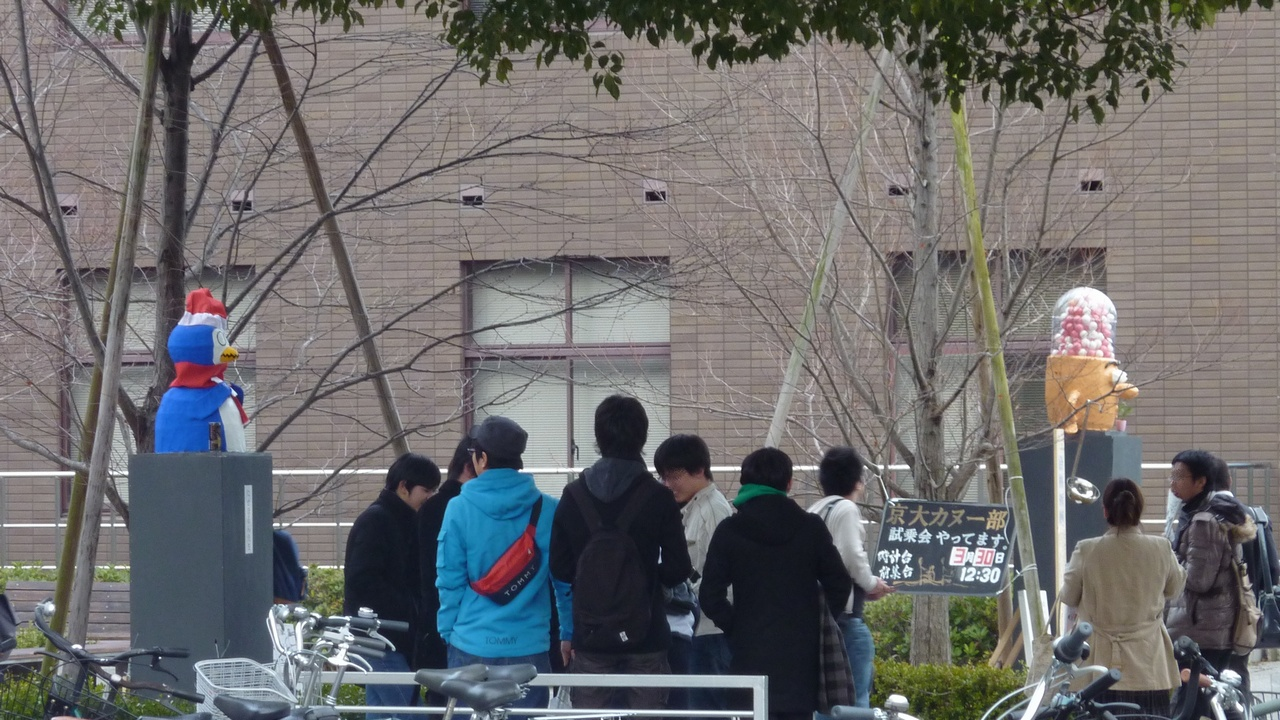
2011年出现了山寨版

作为对屡禁不止的涂鸦恶搞的对策，京大校方决定将铜像移至综合人类学部图书馆的地下书库存放，因此从1997年3月起，铜像就离开了人们的视野。但是取而代之的是在铜像的原基座上放置富有创意的各类人物造型。后来甚至还出现了模仿整个纪念像、基座以及校方告示牌等在内的山寨版本。
折田先生铜像移走后不久，就出现了《北斗神拳》版本。此外还有力石徹版本、勇者王版本、以及快傑Zubat版本等多种形象被展示。
之后，折田先生像的位置移至综合人类学部图书馆前，出现了带领着王虫的娜乌西卡版本、手持M16步枪的骷髅13版本。先生像撤去后，随着基座上展示形象的不同，旁边的“不要污损像”的告示内容也会做略微变动。
该像在2003年7月左右撤走，2004年2月的入学考试期间，制作了ひょっこりひょうたん島的星期天先生版本。同年七月，该像被撤走。2005年2月下旬放置地点移至吉田南校区正门附近后，出现了《阿拉蕾》中的“傻瓜超人”版本，该版本于同年5月下旬撤走。

### 歷年塑像概述
2000年，日本漫畫『北斗神拳』裡的拳王拉歐。
2002年，宮崎駿動畫電影『風之谷』的女主角娜烏西卡與王蟲。
2003年，手持M16步槍的漫畫主角骷髏13。
2004年，NHK 人偶動畫葫蘆島的珊蒂老師。
2005年2月下旬，《怪博士與機器娃娃》中的“酸梅超人”。该版本于同年5月下旬撤走。
2006年2月中旬，名为“折田大佛”的形象出现，旋即被好事者破坏。同年2月下旬，《樱桃小丸子》的永泽君版本出现，同年3月25日被撤走。
2007年2月下旬，不二家的商标人物Peko牛奶妹版本出现，同年3月19日凌晨被破坏后于次日撤走。此后该模型由校方保管。
2008年2月下旬，《面包超人》的天妇罗饭超人版本出现。
2009年2月下旬，《假面骑士V3》的骑士人版本出现（该动画片中，变身为骑士人結城丈二为京都大学工学部出身）。
2010年2月25日，《神奇宝贝》的小剛版本出现。
2011年2月25日，葛蘭素史克製藥公司知名感冒药“新康泰克”的商标形象康泰克先生版本出现。像旁的告示牌的落款也是广告中康泰克形象的配音者笑福亭笑瓶。
2012年2月25日，日本民間放送聯盟數位電視代言形象的數位電視鹿版本出现。告示板的落款也是数据电视的宣传主角草彅刚的韩语名称“Cho Nan Kan”。
2013年2月25日、乐天的巧克力商标形象Nobotobo版本出现。告示的落款为TOPPO广告片主演长濑智也。
2014年2月25日、森永製菓的巧克力商标形象Kyorochan版本出现。告示的落款为森永製菓的另一款产品“エンゼル”。
2015年2月25日、漫画海螺小姐主角之一 - 磯野鰹的親友、中島弘版本出現。同时，在中島弘的肩膊上還放置了一个小的磯野鰹像。告示的落款为海螺小姐的主角“河豚田海螺”。
2016年2月25日、任天堂游戏星之卡比的主人公卡比版本。同时，在卡比的背后放置了一个同样是以粉红色为主调的动漫角色- 《旋風管家》的桂雏菊像。
告示的落款为星之卡比游戏内卡比的对手“Meta Knight”。
2017年2月25日，竪立了日本搞笑藝人小梅太夫的頭像。告示的落款为同樣是搞笑藝人的狩野英孝。
2018年2月25日，竪立了任天堂人氣遊戲動物之森中的角色「電源大叔」。
2019年2月25日，作为“平成最后的折田先生像”，竪立像为1989年举牌公布平成年号的第49任内阁官房长官小渊惠三，告示牌署名为昭和天皇驾崩时担任日本首相的竹下登。
2020年2月25日，竪立像为（发现世界的奥秘）。
2021年2月25日，竪立像为鲁猪猪（《怪俠佐羅利》）。
2022年，竖立像为《崖上的波妞》主角波妞，告示牌署名为该作品中波妞的父亲藤本。
2023年，竖立像为《ONE PIECE》角色多尼多尼·喬巴，告示牌署名为该作品男主角路飞。
2024年，竖立像为瑪利歐系列食人花，基座也被漆成如同水管的绿色，告示牌署名则为库巴二世。

### 歷年當紅日本女星
此外，每年的告示板的背面都会依惯例贴着一张日本当红女星的照片。2014年破天荒貼了兩張照片，亦是首次出現動漫角色模型的照片。2016年則首次贴上了一张AV女优的照片。2017年則首次單獨出現以女藝人為人物設定的動漫角色畫像。
| 年度 | 女星                                                    |
| ---- | ------------------------------------------------------- |
| 2019 | 黑木華 樱守歌织（《偶像大师 百万人演唱会！ 剧场时光》） |
| 2018 | 小松未可子                                              |
| 2017 | 島村卯月（《偶像大師 灰姑娘女孩》）                     |
| 2016 | 上原亞衣                                                |
| 2015 | 菅野美穗                                                |
| 2014 | 峯岸南 島風（《艦隊Collection》）                       |
| 2013 | 岩佐真悠子                                              |
| 2012 | 本假屋唯香                                              |
| 2011 | 加藤爱                                                  |
| 2010 | 广末凉子                                                |
| 2009 | 优木真央美                                              |
| 2008 | 北乃纪伊                                                |
| 2007 | 绫濑遥                                                  |
| 2006 | 長澤雅美                                                |
| 2005 | 石原里美                                                |
| 2004 | 上戸彩                                                  |
| 2003 | 安倍夏美                                                |

### 校方的应对
2008年的天妇罗饭超人版本出现后，京都大学高等教育研究开发推进机构在校方官网发表公开声明。该声明总体上正面评价了历年来放置的模型，将折田先生像作为“吉田校区内的一道风景线”进行了默许。但是，对于好事者任意破坏折田先生像（包括模型）的行为，校方也严厉予以指责，认为这是“破坏创作物的最为恶劣卑下野蛮的行为”。另一方面，学校也接到了如《面包超人》系列的版权所有人等企业提出的质询，虽然未被要求撤去模型，但要求校方确保版权形象不受损害。为此，机构要求模型制作者在合适的时候自行撤去模型，如明确已污损的情况下机构也会自行处理模型。

## 脚注
1. ↑  
. 京都新聞ウェブサイト. 2011-02-17  [2011-02-26]. （原始内容存档于2011-03-01） （日语）.
2. 1 2 3  . ASCII.jp デジタル. 2008-04-14  [2014-01-05]. （原始内容存档于2019-12-03） （日语）.
3. ↑  林翠儀. . 自由時報. 2016-03-04  [2016-03-04]. （原始内容存档于2021-02-27） （中文（臺灣））. 請不要玷污銅像旁的塗鴉文字
4. 1 2 3  . GIGAZINE（日语：GIGAZINE）. 2008-02-29  [2020-10-11]. （原始内容存档于2010-11-28） （日语）.
5. ↑  『朝日新聞』2012年（平成24年）2月22日付大阪本社夕刊3面。
6. ↑  京都大学 高等教育研究開発推進機構 「折田先生像」について 的存檔，存档日期2009-02-28.
7. ↑  . 京都新聞Web News. 2009-02-25. （原始内容存档于2009-02-27） （日语）.
8. ↑  今年はポケモン「タケシ」京大・折田先生像 京都新聞Web News、2010年2月25日。
9. ↑  京大「合格」効用あり!? 折田先生像 受験生出迎え 京都新聞Web News、2011年2月25日
10. ↑  1日2回の総合感冒薬「新コンタック®かぜ総合」　新TVCM　「コンコン秘書篇」 （页面存档备份，存于） グラクソ・スミスクライン 2010年9月13日 2011年2月26日閲覧
11. ↑  地デジカ、受験生を出迎え　京大「折田先生像」 京都新聞Web News、2012年2月25日
12. ↑  ノッポトッポが受験生お出迎え　京大恒例「折田先生像」 （页面存档备份，存于）京都新聞Web News 2013年2月25日
13. ↑  “京大の自由の象徴・折田先生像、2014年は「キョロちゃん」になって出現 （页面存档备份，存于）GIGAZINE 2014年2月25日
14. ↑  . 京都大学新闻. 2023-03-16  [2024-11-13]. （原始内容存档于2023-05-31） （日语）.
15. ↑  . 京都大学新闻. 2024-03-16  [2024-11-13]. （原始内容存档于2024-06-10） （日语）.
16. ↑  . ITMedia. 2017-02-25  [2017-02-27]. （原始内容存档于2020-11-11） （日语）.
17. 1 2  . Sense Kyoto. 2016-02-25  [2016-03-04]. （原始内容存档于2020-10-20） （日语）.
18. ↑  . 折田先生を讃える会.   [2016-03-04]. （原始内容存档于2020-10-18） （日语）.
19. ↑  . 折田先生を讃える会.   [2016-06-11]. （原始内容存档于2020-10-18） （日语）.
20. ↑  . 折田先生を讃える会.   [2016-06-11]. （原始内容存档于2020-10-18） （日语）.
21. ↑  京都大学 高等教育研究開発推進機構 平成20年度版 折田先生像について
22. ↑  . 　ITmedia News. 2008-02-29  [2014-01-05]. （原始内容存档于2020-11-09） （日语）.

## 关联条目
- 折田彦市（日语：折田彦市）
- 京都大学
- 破坏
- 石垣咖啡屋事件（日语：石垣カフェ）
- 美人鱼雕像 – 经常装饰有各种政治性条幅。
- 威灵顿公爵骑马雕像 (格拉斯哥) – 苏格兰格拉斯哥市内的威灵顿公爵骑马像。该像的头上经常被恶搞地套着三角雪糕筒（交通錐）。
- 學生惡作劇（英语：Student prank） – 欧美大学内学生的恶搞。
- 麻省理工学院的惡搞（英语：Hacks at the Massachusetts Institute of Technology）- 麻省理工大学的学生恶搞。
- 边沁遗体
- 行为艺术
- 京都大学吉田寮（日语：京都大学吉田寮）